# Фавст (епископ манихеев)
Фавст (Faustus) из Милевы — епископ манихеев, родом африканец. Выходец из бедной языческой семьи, Фавст был несколько знаком с «грамматикой», но во всех других науках его познания были крайне ограничены. Кроме манихейских сочинений, Фавст читал только некоторые речи Цицерона и весьма немногое из Сенеки и некоторых поэтов. Тем не менее, Фавст был даровитый и бойкий оратор; постоянная практика давала ему возможность пользоваться ходячими фразами с увлекательным красноречием, которое производило ещё большее впечатление вследствие его аскетизма и искренности. 
Фавст написал книгу против «бога иудеев» и православного догмата воплощения. Блаженному Августину, с которым они встретились в 383 году, нравилась откровенность, с которой Фавст сознался в своей полной неспособности помочь Августину в каких-либо более сложных его духовных затруднениях. Августин беседовал и читал вместе с Фавстом, но, найдя, что этот поборник манихейства мог лишь весьма немногое сказать в защиту существенных пунктов учения манихеев, отказался от всякой попытки проникнуть глубже в тайны их религии. Августин описывал своего визави как приятного нравом и красноречивого человека, чей истинный талант, впрочем, заключался в уклонении от сложных вопросов. Сочинение Августина «Против Фавста» (Contra Faustum), в 33 книгах, написано в ответ на настоятельные просьбы, так как Фавст считался главным манихейским учителем своего времени; в этом сочинении сохранились очень значительные по объёму выдержки из сочинения Фавста «Главы» (Capitula). 
В 386 году Фауст был сослан вместе с остальными манихеями, но этот указ был отменен в январе 387 года Феодосием I и Аркадием. Фауст умер до 400 года, поскольку в трактате Августина о нём говорится в прошедшем времени.  